# Chiara Noschese
Chiara Noschese (Milano, 24 settembre 1968) è un'attrice, cantante e regista teatrale italiana.

## Biografia
Figlia del celebre imitatore Alighiero Noschese, ebbe come padrino di battesimo il giornalista Ruggero Orlando (la cui imitazione era tra le più popolari tra quelle di suo padre) Dopo il diploma al Laboratorio di esercitazioni sceniche, diretto da Gigi Proietti, lavora presto come attrice comica ma anche drammatica, passando dal musical alla prosa, dal cinema alla televisione e sperimentando ogni volta nuovi percorsi professionali. Nella commedia musicale, sono da ricordare le sue interpretazioni in Aggiungi un posto a tavola e Alleluja brava gente, diretta da Pietro Garinei, Cantando sotto la pioggia, Sette spose per sette fratelli, Le notti di Cabiria (tratto dall'omonimo film di Federico Fellini), diretta da Saverio Marconi e Il pianeta proibito, diretta da Patrick Rossi Gastaldi.
Nel 2000 è, insieme a Duccio Camerini (che la diresse a teatro in Tre sorelle,interpretando Masha) e Saverio Marconi, autrice del musical Dance!, ispirato alla commedia di William Shakespeare, Molto rumore per nulla, prodotto dalla compagnia della Rancia, interpretato da Raffaele Paganini, Renata Fusco, Salvatore Palombi e andato in scena anche al Teatro Sistina di Roma.
Nella prosa i personaggi più significativi li ha interpretati in Due partite, scritto e diretto da Cristina Comencini, Mondo Secondo, scritto dalla stessa Noschese in collaborazione con Francesca Zanni e Duccio Camerini (che ha curato la regia), La grande truffa e Inferno in diretta, con la regia di Luca Barbareschi. Sempre con Barbareschi va in scena nel 2009 con il testo Il caso di Alessandro e Maria, scritto da Giorgio Gaber e Sandro Luporini.

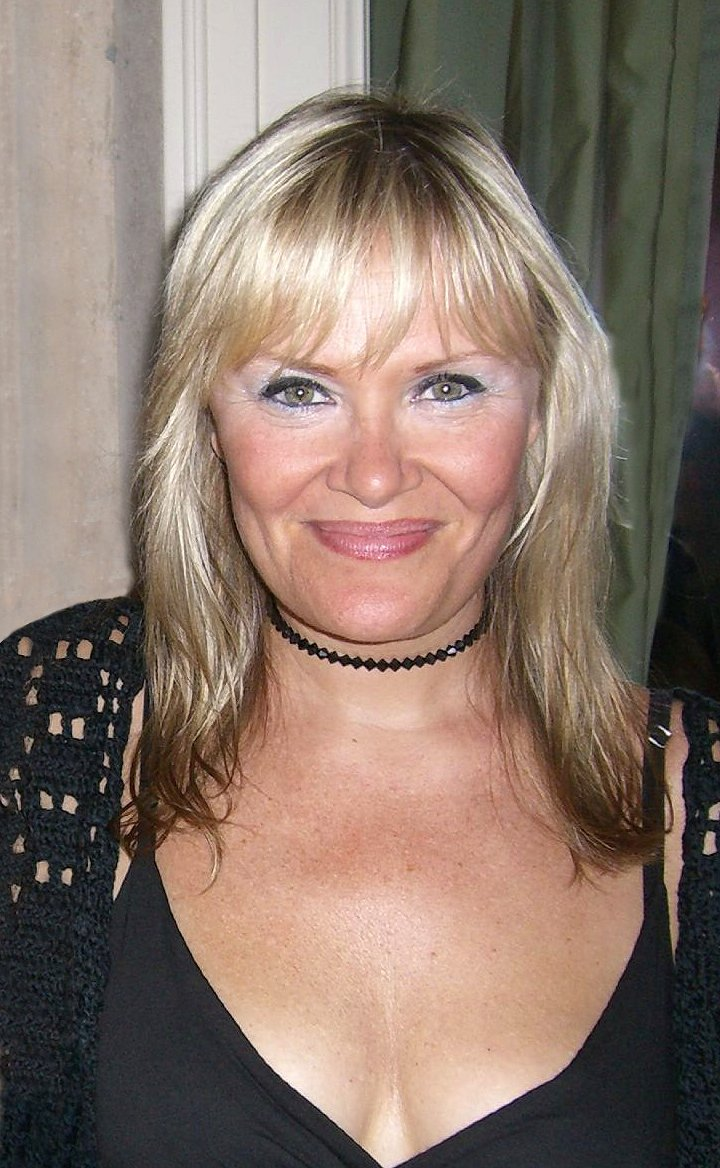
Chiara Noschese nel 2007

Al cinema da ricordare le partecipazioni ai film L'albero delle pere e Questione di cuore di Francesca Archibugi, Condominio di Felice Farina, Le donne non vogliono più di Pino Quartullo, Bruno aspetta in macchina di Duccio Camerini, Io no spik inglish e Le barzellette di Carlo Vanzina.
In televisione partecipa alle fiction Dio vede e provvede (accanto a Angela Finocchiaro e Athina Cenci) e Linda e il brigadiere (accanto a Nino Manfredi e Claudia Koll) e alle trasmissioni Ciao Weekend, Club 92 (accanto a Giancarlo Magalli e Gigi Proietti), Dove osano le quaglie (accanto ad Antonello Dose e Marco Presta). Nel 2010 inizia, al Teatro Nazionale di  Milano, la tournée del musical Mamma Mia!, in cui interpreta il personaggio di Donna, confermando il suo contratto anche nella stagione successiva al Teatro Brancaccio di Roma.
Nel 2011 è nella giuria di Stage Entertainment per selezionare gli interpreti del musical Sister Act; casting director e regista associato per la Stage Entertainment de La febbre del sabato La febbre del sabato sera. Esordisce alla regia con Affari di cuore, con Mariangela D'Abbraccio nella stagione 2012-2013'. Nel 2013 partecipa al varietà di Carlo Conti Tale e quale show. Nel 2011 cambia ruolo passando dietro le quinte per Stage Entertainment, la multinazionale olandese, diventando direttore del cast, acting coach per il musical Sister Act. Casting director e regista associato per "La febbre del sabato sera". Debutta nella regia con Affari di cuore con Mariangela D'abbraccio nella stagione 2012/13. Sempre nel 2013, la seconda regia è TRES di Juan Carlos Rubio con Anna Galiena, Marina Massironi, Amanda Sandrelli e Sergio Muniz.A marzo 2014 cura la regia del Concert Show "BEST OF MUSICAL" che debutta al Teatro Nazionale di Milano e poi in tour in tutta Italia.Debutta con una nuova regia al FESTIVAL DI SPOLETO, con il one man show di Luca Barbareschi: "Cercando segnali d'amore.." in tour da gennaio 2015 nei più grandi teatri italiani.Nel 2013 partecipa al varietà di RAI 1 Tale e Quale Show.Ritorna a Rai 1, voluta da Raffaella Carra', nel ruolo di acting e performing coach, a gennaio 2015 nello show "Forte, forte, forte". Sempre nel gennaio 2015 firma la regia de "Il Piccolo Principe", sempre per il teatro Nazionale, curandone anche l’adattamento.A settembre debutta al teatro Nazionale "The Blues Legend", un musical concerto omaggio alla musica R&B, da lei scritto e diretto.Nel 2016 è casting director e consulente artistica per il nuovo musical Stage Entertainment, Footloose, e nell’ottobre dello stesso anno debutta con “Le avventure di Alice nel Paese delle Meraviglie”, per cui cura regia e testo.Nel 2017 cura la regia della nuova edizione di Flashdance – il Musical,  ne firma anche la traduzione e adattamento, testo e liriche; inoltre cura testo e regia di Pinocchio, Cuor Connesso, nuovo spettacolo  per il  Teatro Nazionale.Nel 2018 firma la regia di A Chorus Line, curandone, inoltre, traduzione e adattamento di testo e liriche.Ad Ottobre 2019 cura testo e regia di Balliamo Sul Mondo il musical con i più grandi successi di Luciano Ligabue, in collaborazione con lo stesso Ligabue che collabora ai dialoghi. A novembre 2019 firma la regia di Singing in the rain che debutta al Teatro Nazionale. Dal 2018 è Direttore Artistico della Musical Academy Milano presso il Teatro Nazionale. Torna in teatro con Nancy Brilli nella commedia Manola scritta da Margaret Mazzantini. Nel 2023 dirige Taxi a due piazze nella versione al femminile e torna al grande schermo nel film Enea di Pietro Castellitto. Sempre nel 2023 dirige Chicago per Stage Entertainment Italia, interpretando anche il ruolo di Mama Morton. Vince il premio Flaiano per la regia di Chicago. Nel 2025 è regista e interprete di November di David Mamet coprodotto dal Teatro di Roma.

## Filmografia

### Cinema
- Condominio, regia di Felice Farina (1991)
- Le donne non vogliono più, regia di Pino Quartullo (1993)
- Io no spik inglish, regia di Carlo Vanzina (1995)
- Bruno aspetta in macchina, regia di Duccio Camerini (1996)
- Ardena, regia di Luca Barbareschi (1997)
- L'albero delle pere, regia di Francesca Archibugi (1998)
- Dio c'è, regia di Alfredo Arciero (1998)
- Le barzellette, regia di Carlo Vanzina (2004)
- Ma l'amore... sì!, regia di Tonino Zangardi e Marco Costa (2006)
- Questione di cuore, regia di Francesca Archibugi (2008)
- Bla Bla Baby, regia di Fausto Brizzi (2022)
- Enea, regia di Pietro Castellitto (2024)

### Televisione
- Dio vede e provvede – serie TV (1996)
- Linda e il brigadiere – serie TV, 8 episodi (1997)

### Varietà televisivi
- Club 92 (Rai 2, 1990-1991)
- Ciao Weekend (Rai 2, 1991-1992)
- Dove osano le quaglie (Rai 3, 2003-2005)
- Tale e quale show (Rai 1, 2013)

## Doppiaggio
- Cameron Diaz in The Mask
- Sophie Thompson in La fidanzata ideale

## Riconoscimenti
- Premio Flaiano sezione teatro[2]
  - 2008 – Premio all'interprete in Il giorno della tartaruga di Garinei e Giovannini